# Cosimo Casini
Cosimo Casini (XVII secolo – XVIII secolo) è stato un compositore italiano legato alla scuola pistoiese.

## Biografia
Il suo unico pezzo conosciuto è l'Offertorio in do maggiore  per organo. Compositore pressoché sconosciuto, appartiene ai "minori" italiani del '700. Nel Catalogo nazionale dei manoscritti musicali sono inoltre presenti due salmi attribuiti a Cosimo Casini: un Miserere e un Laudate Pueri.